# Sonita Muluh Kyen
Sonita Muluh Kyen (1996) is een Belgisch powerliftster met Kameroense roots.

## Levensloop
Muluh Kyen werd in 2021 en 2022 West-Europees kampioen. Vervolgens behaalde ze goud in de gewichtsklasse +84kg op de Europese kampioenschappen van 2022 in het Poolse Skierniewice. Op de wereldkampioenschappen van 2023 in het Maltese San Ġiljan behaalde ze zilver. Aldaar verbeterde ze het wereldrecord squatten (285kg).
Ze is afkomstig uit Boom en woont anno 2023 te Leopoldsburg.